# ブライアン・ダボ
ブライアン・ダボ（Bryan Dabo、1992年2月18日 - ）は、フランス・マルセイユ出身のプロサッカー選手。ブルキナファソ代表。アリス・テッサロニキ所属。ポジションはMF。

## 経歴

### 生い立ち
マルセイユにて、ブルキナファソ出身の父とマリ出身の母との間に生まれた。

### クラブ
モンペリエHSCの下部組織で育成され、2010年5月にプロデビュー。
2014年1月28日、EFLチャンピオンシップのブラックバーン・ローヴァーズFCに買い取りオプション付きのレンタルで加入。しかしトップチームでの出番は全くなく、シーズン終了後にモンペリエに復帰した。
2016年6月24日、移籍金約400万ユーロでASサンテティエンヌに移籍することが発表された。契約は4年。
2018年1月30日、ACFフィオレンティーナに移籍。
2020年1月13日、シーズン終了までS.P.A.L.に買い取りオプション付きでレンタル移籍した。
2020年9月15日、ベネヴェント・カルチョに2年契約で完全移籍。
2021年7月19日、チャイクル・リゼスポルに3年契約で移籍。
2022年7月5日、アリス・テッサロニキに2年契約で移籍。

### 代表
一度だけU-21フランス代表でプレーしたのち、フル代表はブルキナファソに変更した。